# 徳田悠人
徳田 悠人 (とくだ ゆうと、1999年4月27日 - )は、ジャパンラグビーリーグワン日野レッドドルフィンズに所属するラグビー選手。

## プロフィール
- 東京都出身[1]。
- ポジションはプロップ。
- 身長176cm、体重107kgである。

## 略歴
小学校2年の頃からラグビーを始めた。
2018年、東海大相模高校卒業後、東海大学に入る。
2022年、東海大学卒業後、日野レッドドルフィンズに加入。
2023年1月15日に行われたJAPAN RUGBY LEAGUE ONE第3節三重ホンダヒート戦に先発出場でリーグワン公式戦初出場を果たした。